# Antonín Trávníček
Antonín Trávníček (18. října 1892 – 1968) byl farářem a později děkanem ve Vladislavi. Dojížděl do Smrku, Hostákova a Valdíkova. Byl farář před Arnoštem Tvárůžkem. Byl na faře za první světové války, kdy byla jeho fara napůl zbořeništěm. Pak byl za komunistů zavřen do vězení. Dožil se 76 let.